# Влашки ромски језик
Влашки ромски језик је дијалекатска група ромског језика. Роми углавном говоре влашким ромским варијантама у југоисточној Европи. Влашки ромски се такође може означити као самосталан језик или као један дијалект ромског језика. Влашки ромски је друга најраспрострањенија дијалекатска подгрупа ромског језика широм света, после балканског ромског.

## Назив
Назив језика влашки ромски је сковао британски научник Бернард Гилијат Смит у својој студији о бугарском ромском језику 1915. године, у којој је први поделио ромске дијалекте на влашке и невлашке. Влашки Роми, подгрупа ромског народа који говоре влашки ромски језик, воде порекло од некадашњих ромских робова у кнежевинама Молдавији и Влашкој, садашње Румуније.

## Класификација
Виктор Елшик је класификовао влашки ромски језик у две групе: Влашки I или Северни Влашки (укључујући Калдераше и Ловар) и Влашки II или Јужни Влашки.
| Подгрупа          | Дијалект              | Место                     |
| ----------------- | --------------------- | ------------------------- |
| Украјински влашки | —                     | Украјина                  |
| Северни Влашки    | Роми чергари          | Мађарска                  |
|                   | Мађарски Ловари       | Мађарска                  |
|                   | Словачка              |                           |
|                   | Аустријски Ловари     | Аустрија                  |
|                   | Пољски Ловари         | Пољска                    |
|                   | Норвешки Ловари       | Норвешка                  |
|                   | Српски Калдераш       | Србија                    |
|                   | Италијански Калдераш  | Италија                   |
|                   | Руски Калдераш        | Русија                    |
|                   | Тајкон Калдераш       | Шведска                   |
|                   | Амерички Власи        | Сједињене Америчке Државе |
| Јужни Влашки      | Валахиан              | Румунија                  |
|                   | Ихтиман               | Бугарска                  |
|                   | Гурбет                | Српски и бошњачки Гурбети |
|                   | Корча                 | Албанија                  |
|                   | Италијанске Ксоракане | Италија                   |
|                   | Агија Варвара         | Грчка                     |

## Правопис
Правопис Влашког ромског језика је састављен од ромског алфабета, претежно латиничним писмом са неколико додатних знакова. На простору бившег Совјетског Савеза, међутим, може се писати и ћириличним писмом.